# Inverness Thistle Football Club
El Inverness Thistle Football Club fue un club de fútbol de Escocia, con sede en Inverness. Fue fundado en 1885 y desapareció en 1994, cuando se fusionó con el Caledonian para formar al Inverness Caledonian Thistle.

## Historia
Fue fundado en el año 1885 en la ciudad de Inverness y fue uno de los equipos fundadores de la Highland Football League en el año 1893. Ganaron la liga en 7 ocasiones y en la temporada 1969/70 implementaron el récord de anotar 124 goles, para promediar más de 4 goles por partido., aunque esa marca fue derribada 45 años más tarde por el Brora Rangers FC en la temporada 2014/15.
El club intentó ser miembro de la Liga Premier de Escocia en 1973, pero perdió ante el Ferranti Thistle FC por un voto debido a que los clubes del centro de Escocia se les hacía difícil viajar a Inverness.
Ocasionalmente clasificaban a la Copa de Escocia, donde su mejor resultado fue eliminar al Kilmarnock FC de la Primera División en la temporada 1983/84 con marcador de 3-0.

### Fusión
En el año 1993 la Liga Premier de Escocia decidió expandirse habilitando dos plazas para la liga, y el Thistle decidió participar, pero la liga determinó que lo mejor para la ciudad de Inverness fuese que se fusionaran con el Caledonian FC para crear un club más competitivo. Esa idea no fue bien vista por los seguidores de ambos clubes, pero la fusión se dio y nación el Caledonian Thistle, equipo que fue elegido por la liga junto al Ross County FC para integrar la liga en la temporada 1994/95.
El último partido del club fue ante el Lossiemouth FC el sábado 14 de mayo de 1994 y en ese entonces el club tenía 110 años de existencia.

## Palmarés

### Torneos locales
- Highland Football League (7): 1906-07, 1909-10, 1928-29, 1935-36, 1971-72, 1972-73, 1986-87